# La Chapelle-de-Surieu
La Chapelle-de-Surieu és un municipi francès situat al departament de la Isèra i a la regió d'Alvèrnia-Roine-Alps. L'any 2007 tenia 633 habitants.

## Demografia

### Població
El 2007 la població de fet de La Chapelle-de-Surieu era de 633 persones. Hi havia 230 famílies de les quals 43 eren unipersonals (27 homes vivint sols i 16 dones vivint soles), 62 parelles sense fills, 109 parelles amb fills i 16 famílies monoparentals amb fills.
La població ha evolucionat segons el següent gràfic:
Habitants censats

### Habitatges
El 2007 hi havia 253 habitatges, 230 eren l'habitatge principal de la família, 12 eren segones residències i 12 estaven desocupats. 242 eren cases i 12 eren apartaments. Dels 230 habitatges principals, 194 estaven ocupats pels seus propietaris, 32 estaven llogats i ocupats pels llogaters i 4 estaven cedits a títol gratuït; 2 tenien una cambra, 5 en tenien dues, 12 en tenien tres, 81 en tenien quatre i 130 en tenien cinc o més. 198 habitatges disposaven pel capbaix d'una plaça de pàrquing. A 78 habitatges hi havia un automòbil i a 145 n'hi havia dos o més.

### Piràmide de població
La piràmide de població per edats i sexe el 2009 era:
| Homes | Edats   | Dones |
| ----- | ------- | ----- |
| 0     | 95 o +  | 0     |
| 0     | 90 a 94 | 0     |
| 0     | 85 a 89 | 0     |
| 4     | 80 a 84 | 0     |
| 4     | 75 a 79 | 16    |
| 8     | 70 a 74 | 8     |
| 16    | 65 a 69 | 20    |
| 8     | 60 a 64 | 12    |
| 12    | 55 a 59 | 8     |
| 28    | 50 a 54 | 8     |
| 12    | 45 a 49 | 20    |
| 24    | 40 a 44 | 8     |
| 28    | 35 a 39 | 44    |
| 4     | 30 a 34 | 8     |
| 4     | 25 a 29 | 4     |
| 16    | 20 a 24 | 0     |
| 20    | 15 a 19 | 12    |
| 24    | 10 a 14 | 20    |
| 12    | 5 a 9   | 20    |
| 0     | 0 a 4   | 8     |

## Economia
El 2007 la població en edat de treballar era de 394 persones, 316 eren actives i 78 eren inactives. De les 316 persones actives 296 estaven ocupades (170 homes i 126 dones) i 19 estaven aturades (3 homes i 16 dones). De les 78 persones inactives 23 estaven jubilades, 32 estaven estudiant i 23 estaven classificades com a «altres inactius».

### Ingressos
El 2009 a La Chapelle-de-Surieu hi havia 235 unitats fiscals que integraven 663,5 persones, la mediana anual d'ingressos fiscals per persona era de 19.039 €.

### Activitats econòmiques
Dels 21 establiments que hi havia el 2007, 1 era d'una empresa de fabricació d'altres productes industrials, 9 d'empreses de construcció, 3 d'empreses de comerç i reparació d'automòbils, 2 d'empreses d'hostatgeria i restauració, 1 d'una empresa financera, 2 d'empreses immobiliàries, 2 d'empreses de serveis i 1 d'una entitat de l'administració pública.
Dels 10 establiments de servei als particulars que hi havia el 2009, 1 era un taller de reparació d'automòbils i de material agrícola, 3 paletes, 1 fusteria, 1 lampisteria, 2 electricistes i 2 restaurants.
L'any 2000 a La Chapelle-de-Surieu hi havia 19 explotacions agrícoles que ocupaven un total de 624 hectàrees.

## Equipaments sanitaris i escolars
El 2009 hi havia una escola elemental integrada dins d'un grup escolar amb les comunes properes formant una escola dispersa.

## Poblacions més properes
El següent diagrama mostra les poblacions més properes.